# 丘盧馬尼

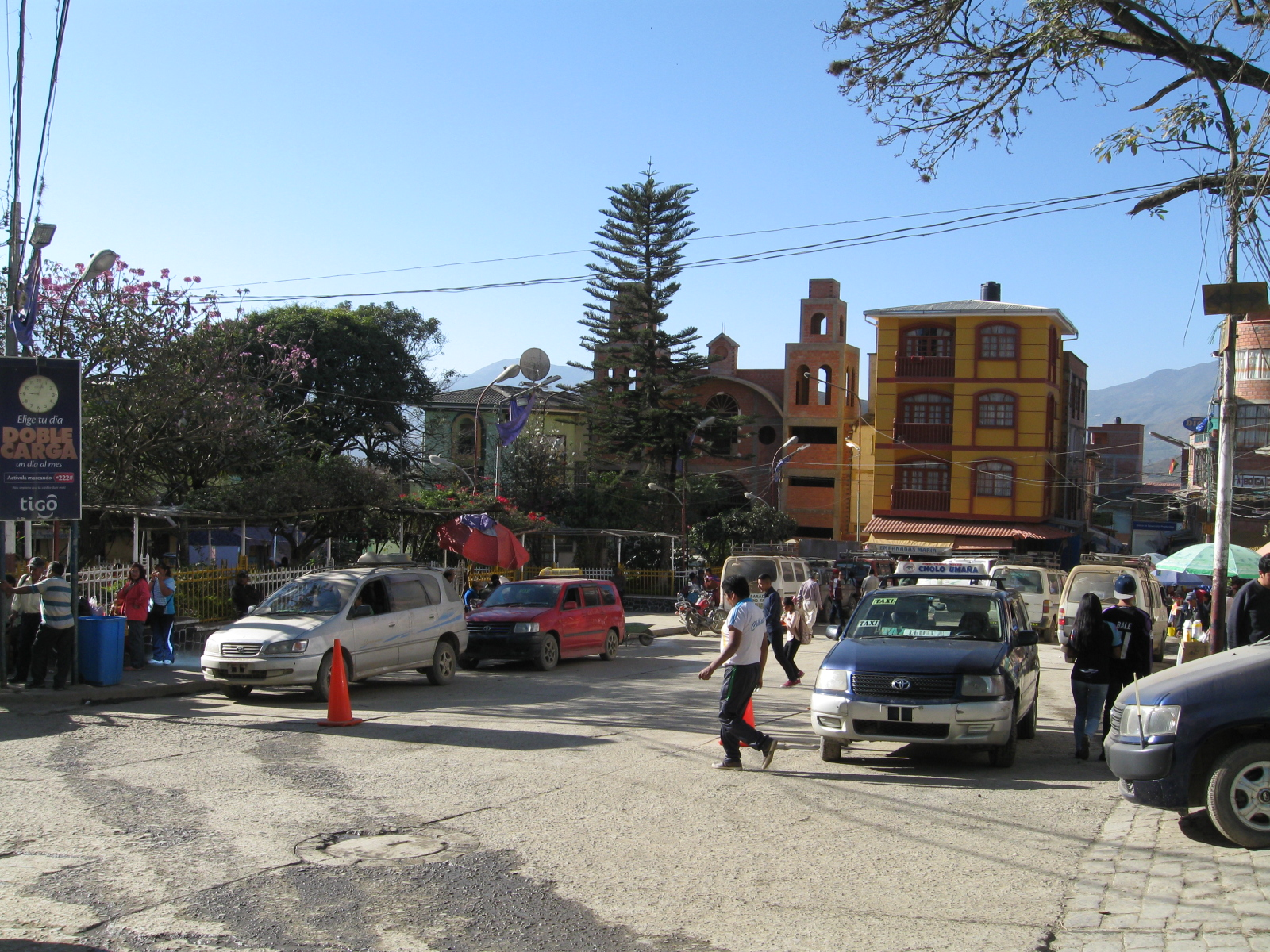
丘盧馬尼

丘盧馬尼是玻利維亞的城鎮，由拉巴斯省負責管轄，位於該國西部，距離首府拉巴斯129公里，海拔高度1,753米，每年平均降雨量約1,150毫米，2012年人口3,650。